# Blastogenese

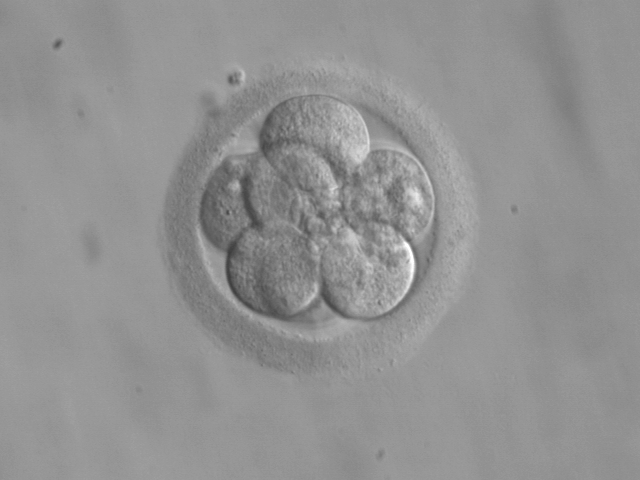
Embryo im Acht-Zell-Stadium

Die Blastogenese bezeichnet den ersten Abschnitt der vorgeburtlichen Entwicklung, genauer den Zeitraum von der Befruchtung bis zur Implantation in die Gebärmutter (beim Menschen 1.–2. Embryonalwoche). Primär ist dieser Zeitraum durch die Entwicklung der Blastozyste gekennzeichnet.
Dieser Artikel beschreibt die humane Blastogenese. Sie lässt sich zum Großteil auf andere Plazenta-Tiere übertragen, gilt aber nur eingeschränkt, wenn es um exakte Zeitangaben geht.

## Beschreibung
Nach Befruchtung der Oocyte (Eizelle) durch das Spermium wird die dadurch entstandene Zygote unzugänglich für weitere Spermien. Die Zona pellucida wird kompakt.
Nach der Verschmelzung der Zellkerne von Ei und Spermium beginnt die Zygote sich zu teilen und erreicht nach etwa 30 Stunden das 2-Zellstadium, nach 40 das 4-Zellstadium und nach etwa 3 Tagen liegt sie im 16-Zellstadium vor. Dabei können auch andere Zwischenstufen auftreten, wie das 3-, 7- oder 9-Zellstadium. Ab 16–32 Zellen, die auch Blastomere genannt werden, spricht man auf Grund des maulbeerartigen Aussehens der Blastomerenansammlung von der Morula. Trotz dieser Zellteilungen nimmt das Volumen der Zygote nicht zu. Es bleibt durch die kompakte Zona Pellucida begrenzt und wird erst beim Hatching (Trennung von der Zona Pellucida) größer.
Bereits vor dem Hatching bildet sich die Blastozystenhöhle infolge einströmender Flüssigkeit. Die Blastozystenhöhle ist eine zellfreie Keimblase, die die Morula an die Seite drängt. Ab diesem Zeitpunkt kann man von der Blastozyste sprechen. Dabei findet die erste Differenzierung von außen liegenden Zellen (Trophoblast) und der von den äußeren Zellen umhüllten, inneren Zellmasse (Embryoblast) statt.
Der Trophoblast wird die Invasion in die Gebärmutterschleimhaut einleiten, während der Embryoblast zum Großteil den heranwachsenden Embryo ausbildet. 
Bei Säugetieren folgt nach dem Hatching die Implantation (Nidation) der Blastozyste in die Gebärmutter. Durch Adhäsionsmoleküle im Bereich der Stelle, wo sich der Embryoblast befindet, binden die auf seiner Seite liegenden Trophoblasten in Richtung Gebärmutterschleimhaut. Diese Trophoblastenzellen invadieren in das Endometrium, wo sie sich zum Synzytiotrophoblasten entwickeln. Der Synzytiotrophoblast hat die Eigenschaft, dass er viele Zellkerne in einer Plasmamembran enthält und sehr schnell in das Endometrium eindringen kann. Dabei entstehen Risse (Lakunen), welche später Grundlage für den Utero-Plazentarkreislauf bilden.
Während dieser Phase kann es zur sogenannten Nidationsblutung kommen, welche mit einer Menstruationsblutung verwechselt werden kann. 
Während dieser Invasion der Trophoblasten differenziert sich der Embryoblast zu einem zweiblättrigen Stadium. In Richtung der Blastozystenhöhle bilden die Hypoblasten eine einlagige Zellschicht, während die anderen Zellen (Epiblasten) unter Wölbung in Richtung der Hypoblasten die primäre Amnionhöhle bilden.
Nach der Blastogenese folgt die Embryogenese.